# ویل رابسون امیلیو آندراده
ویل رابسون امیلیو آندراده (به پرتغالی: Will Robson Emilio Andrade) مهاجم اهل برزیل است که در شهر سائوپائولو و در تاریخ ۱۵ دسامبر ۱۹۷۳ به دنیا آمده‌است.
ویل رابسون امیلیو آندراده در تیم‌های فوتبال Atlético Paranaense سابقهٔ حضور دارد.